# Mike Sweeney
Michael Sweeney (Duncan, Columbia Británica, Canadá, 25 de diciembre de 1959) es un exfutbolista canadiense. Jugó como defensor o centrocampista. 
Actualmente es miembro de Canada Soccer Hall of Fame desde el 2002.

## Selección nacional
Ha sido internacional con la Selección de fútbol de Canadá, disputó 61 partidos internacionales y marcó un gol. Participó en la Copa Mundial de Fútbol jugada en 1986, siendo la primera participación y única de su país. También jugó por el seleccionado canadiense en el torneo de los Juegos Olímpicos de Los Ángeles de 1984.

### Participaciones en Juegos Olímpicos
| Torneo                   | Sede        | Resultado        |
| ------------------------ | ----------- | ---------------- |
| Juegos Olímpicos de 1984 | Los Ángeles | Cuartos de final |

### Participaciones en Copas del Mundo
| Mundial                        | Sede   | Resultado    |
| ------------------------------ | ------ | ------------ |
| Copa Mundial de Fútbol de 1986 | México | Primera fase |

## Clubes
| Club                        | País           | Año         |
| --------------------------- | -------------- | ----------- |
| Edmonton Drillers           | Canadá         | 1980 − 1982 |
| Edmonton Drillers (indoor)  | Canadá         | 1980 − 1982 |
| Vancouver Whitecaps         | Canadá         | 1983 − 1984 |
| Golden Bay Earthquakes      | Estados Unidos | 1984        |
| Cleveland Force (indoor)    | Estados Unidos | 1984 − 1986 |
| Minnesota Strikers (indoor) | Estados Unidos | 1987 − 1988 |
| Baltimore Blast (indoor)    | Estados Unidos | 1988 - 1989 |
| Toronto Blizzard            | Canadá         | 1989        |
| Cleveland Crunch (indoor)   | Estados Unidos | 1989 - 1991 |
| Boston Bolts (indoor)       | Estados Unidos | 1988 − 1990 |